# Francia frank
A francia frank (jele általában F vagy FF volt; bár létezett frankjel (₣) is, ezt azonban ritkán használták) Franciaország több egykori pénzrendszerének is a pénzegysége volt. 1360–1641 között az 1 livre tournois értékű érmék neve volt, s a kifejezés később is megmaradt e pénzmennyiség megjelölésére. 1795-ben ismét bevezették, immár a decimális (tízes alapú) pénzrendszer részeként, s egészen az euró 1999-es bevezetéséig törvényes fizetőeszköz volt, illetve 2002-ig, az euró fizikai formában való megjelenéséig még betöltötte a készpénz szerepét.

## Története

### A francia forradalom előtt
A frankot II. János vezette be 1360-ban. Neve az érmén látható feliratból származik: Johannes Dei Gratia Francorum Rex vagyis János isten kegyelméből a franciák királya. Értéke megfelelt egy livre tournois-nak, egy korabeli számolási pénzegységnek. Frankokat később V. Károly, III. Henrik és IV. Henrik alatt is vertek.
A frank verését 1641-ben, XIII. Lajos alatt szüntették meg, helyette Écuket és Lajos-aranyakat kezdtek verni. A frank kifejezés továbbra is megmaradt az elszámolások során mint a livre tournois szinonimája.

### Afrancia forradalom

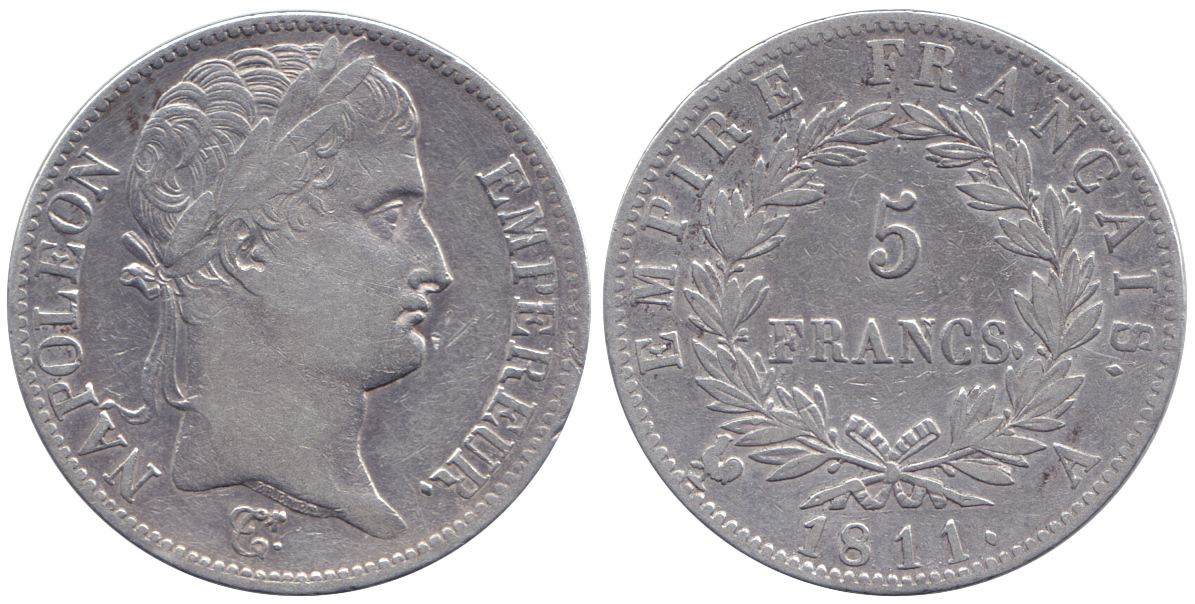
1811-es ezüst 5 frankos érme Napóleonnal

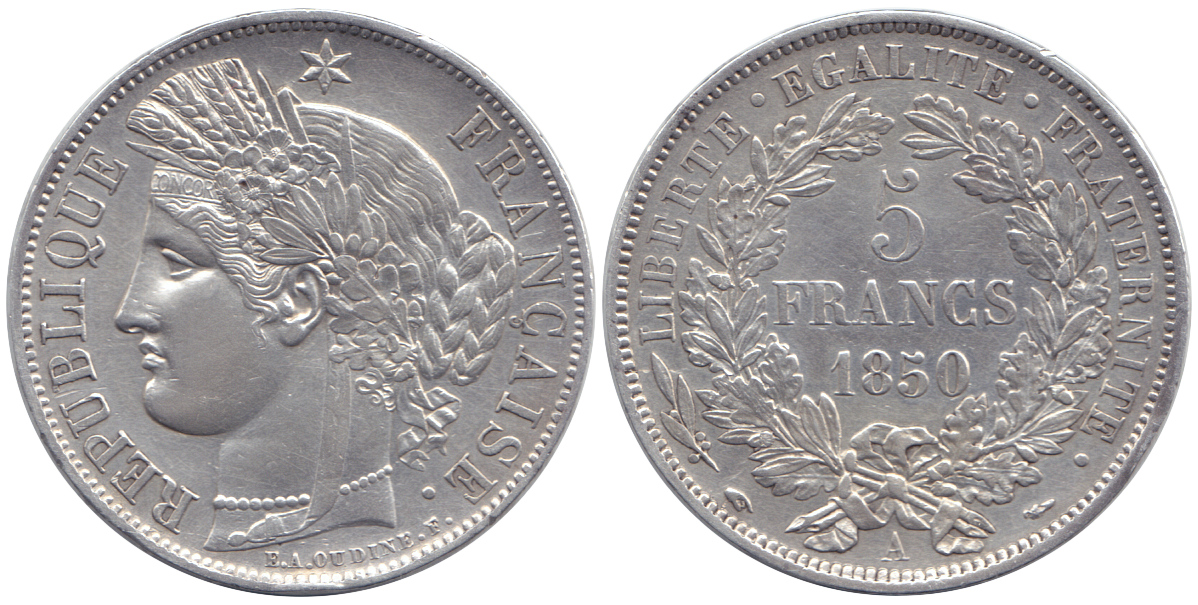
Ezüst 5 frankos érme a Második Köztársaság időszakából

A Nemzeti Konvent alapozta meg 1795-ben decimális (tízes alapú) egységként (1 frank = 10 decimes = 100 centimes), 4,5 g finom ezüsttartalommal. Ez valamivel kevesebb volt, mint a livre, ami 4,505 g, de a frankot 1796-ban 1,0125 livre-ben (1 livre 3 denier) állapították meg, ami részben tükrözi a régebben vert, nem szabványos érméket.
1803-ban bevezették a „franc germinal”-t (germinális frank), s 9/31 g (290,32 mg) színaranytartalommal vertek arany frankérméket. Ettől az időponttól az arany és ezüst alapú forgalmi érmék felcserélhetőek 1:15,5 átváltási arányban a két fém névértéke között. A bimetallizmus, azaz a kétfémes rendszer 1864-ig folytatódott, amikor az 5 frank kivételével minden ezüstpénz finomságát lerontották 90%-ról 83,5%-ra a súly változtatása nélkül.

### ALatin Éremunió(LMU)
Franciaország alapító tagja volt 1865-ben. A közös valuta alapja a legelső frank. E nevet már használták Svájcban és Belgiumban is, míg más országokban a saját pénznemük nevét. 1873-ban az LMU átment 1 frank = 9/31 g arany árfolyammal tiszta aranyalapra.

### Az első világháború
Az első világháború kitörése miatt Franciaország elhagyta az LMU aranyalapját. A háború súlyosan aláásta a valuta erejét: a háborús kiadások, az infláció és a háború utáni újjáépítés támogatása egyre több pénznyomást igényelt. A vásárlóereje 1915–1920 között 70%-kal, majd 1922–1926 között további 43%-kal csökkent. Ezután egy rövid időre visszatértek az aranyalapra 1928–1936 között, hogy folytassa a csúszást, amíg el nem érte 1959-ben az 1934-es érték negyvened részét.

### A második világháború
Franciaország német megszállása alatt másodrendű pénznem volt a német birodalmi márka mellett. Az érmékre a Travail, Famille, Patrie (Munka, család, haza) került a köztársaság hármas jelszója, a Liberté, Égalité, Fraternité (Szabadság, egyenlőség, testvériség) helyére, valamint a Vichy-kormány jelképe.
A normandiai felszabadítási hadművelet megkezdésekor az USA megpróbálta a megszállt területeken forgalomba hozni az USA megszállási frankot (AM-franc), de ennek országos bevezetését de Gaulle tábornok megakadályozta, „hamis pénznek” minősítette és rövid időn belül helyreállíttatta a háború előtti frank érvényességét.

### A háború utáni időszak
A második világháború után Franciaország több alkalommal leértékelte nemzeti pénznemét a Bretton Woods-i rendszer keretein belül. Kezdetben, 1945-ben 480 frankot 1 fontra (119,1 frank = 1 dollár), 1949-ben 980 frank / 1 fontra (350 frank = 1 dollár) értékeltek le. Ezt tovább csökkentették 1957–58-ban, ekkor 1382,3 frank lett 1 brit font (493,7 frank lett 1 dollár).

### Az új frank
Az 1960. januári valutareformmal bevezették az új (nouveaux franc), vagy „nehéz frankot” (franc lourd) – 1 új frank 100 régivel (anciens francs) lett egyenértékű. A régi frankok forgalomban maradtak centime-ként, azaz: 1 régi frank = 1 új centime. (Ezek egyikét sem verték az első két évben.) Százból egy érme nouveau franc, azaz új frank volt. (Az NF rövidítést még használták egy ideig.) A pénznem értéke tovább romlott, de az infláció mértéke más országokhoz képest jelentősen csökkent. Újabb elértéktelenedés csak 1968-ban történt, mielőtt a Bretton Woods-i rendszert felváltotta a szabadon lebegő árfolyamrendszer. Ennek ellenére, amikor 1999. január 1-jén euróra cserélték, az eredeti, 1960-as érték nyolcadrészét érte.
A régi érméket fokozatosan visszavonták és nem is vertek többet. Az euró bevezetésekor egyik frank sem volt érvényes fizetőeszköz.
Érdekes módon, miután átértékelték és bevezették az új frankot, sok francia továbbra is régi frankról (anciens francs) beszélt, hogy nagy összegeket írjon le. Például a lottónyereményeket gyakran reklámozták centime-ban, mely egyenértékű a régi frankkal. Ez a szóhasználat egészen a bankjegyek és érmék 2002-es kivonásáig élt.

### Európai Gazdasági és Monetáris Unió(EMU)
1999. január 1-jétől rögzített az euróval szembeni átváltási árfolyama: 1 € = 6,55957 F. 1999. január 1-je és 2002. február 17-e között még helyettesítő készpénzként használták.

## Érmék

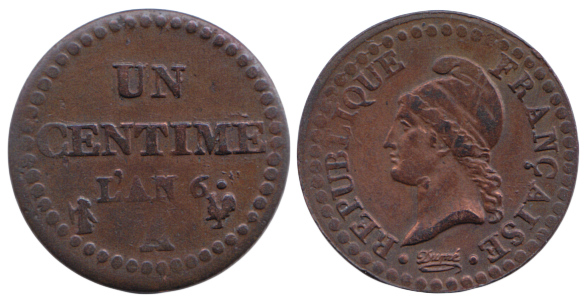
1 centime 1797-1798, réz, Első Köztársaság

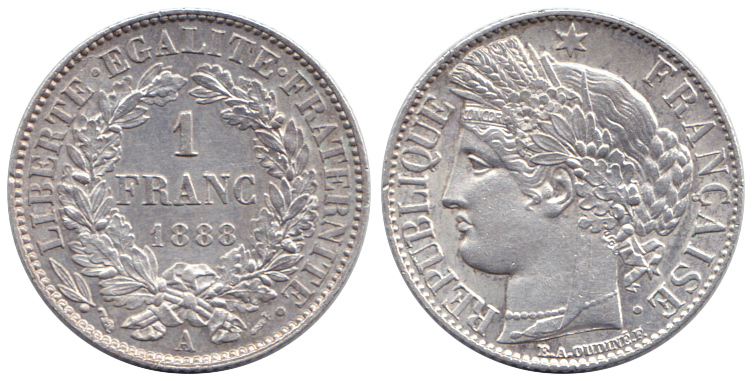
1 frank 1888, ezüst, Harmadik Köztársaság

Az első érméket 1 és 5 centime, 1 és 2 decime (réz), valamint ¼, ½, 1, 2, 5 frank (ezüst), illetve 20 és 40 frank (arany) címletekben bocsátották ki. 1801–1848 között nem vertek rézérméket, így a 18. század végén vert váltópénzek forgalomban maradtak. Az 1 és 2 sou címletű rézérmék 5, illetve 10 centime-nak feleltek meg.
1848 után 1, 2, 5 és 10 centime címletekben vertek bronz váltópénzeket. Az ¼ frankos érmét 1849-től ezüst 20 centime-os váltotta fel. A 40 frankos aranypénzek verését is megszüntették, s 5, 10, 50, illetve 100 frankos címletekkel pótolták. Az 5 frankos aranypénzt 1869-ben, az ezüst ötfrankost 1878-ban verték utoljára. 1903-ban nikkel 25 centime-ot vezettek be.
Az első világháború során a forgalmi aranypénzek verését beszüntették, majd 1920-ban felhagytak a bronz és ezüstérmék verésével is. Kuprónikkel 5, 10 és 25 centime-os érméket bocsátottak ki, melyek a második világháborúig forgalomban maradtak. Az ezüstpénzek eltűnésével kialakult érmehiányt a Francia Kereskedelmi Kamara által 1921–1929 között kibocsátott érmékkel orvosolták. (50 centime, 1 frank, 2 frank.) A helyi kereskedelmi kamarák szintén bocsátottak ki váltópénzeket.
1929-ben újra forgalomba kerültek az ezüstpénzek (10 és 20 frank), a kereskedelmi kamarák érméit állami kibocsátásúak váltottak fel. 1933-tól nikkel 5 frankot is kibocsátottak.
A második világháború alatt a cink (10 és 20 centime) és alumínium váltópénzek (50 centime, 1 és 2 frank) terjedtek el. A Vichy-kormány is saját érméket bocsátott ki, melyeken a Szabadság, egyenlőség, testvériség jelszót a Munka, család, haza váltotta fel. 1944-ben, Philadelphiában vert bronz 2 frankot hoztak forgalomba az amerikaiak.
A háború után az infláció következtében az 1 frank alatti érmék kibocsátását megszüntették. Az alumínium 1 és 2 frank mellé háború előtti érmeképpel alumínium 5 és nikkel 10 frankot is kibocsátottak. 1951-ben új érmesor jelent meg (bronz 10, 20 és 50 frank), melyet a nikkel 100 frank kibocsátása követett 1954-ben.
1960-ban bevezették az új frankot, melynek értéke 100 réginek felelt meg. A forgalomba kerülő címletek: 1 és 5 centime (acél), 10, 20 és 50 centime (alumínium–bronz), 1 (nikkel) és 5 frank. (ezüst) A 10, 20 és 50 centime-os és 1 frankos érme méretei megegyeztek a korábbi érmesor méreteivel. 1964-ben ezüst 10 frankot vezettek be, 1966-ban pedig bronz 5 centime és nikkel ½ frank váltotta fel a korábbi címleteket. 1970-től az 5 frankot ezüst helyett nikkelből verték, a 10 frankot pedig 1974-ben cserélték le nikkel–bronz anyagú érmére. 1979-ben jelent meg a 2 frank, melyet 1988-tól 1992-ig a bimetál 10 és 20 frank követett. 1974–1980 között 50 frankos ezüstérmét is kibocsátottak, ez a nagyméretű érme azonban szinte egyáltalán nem fordult elő a forgalomban, hasonlóan az 1982 után vert ezüst 100 frankosokhoz.
A pénznem megszűnésekor a következő érmék voltak forgalomban (zárójelben az értékük euróban):
- 1 centime (0,152 c): acél, ritka
- 5 centime (0,762 c): alumínium–bronz
- 10 centime (1,52 c): alumínium–bronz
- 20 centime (3,05 c): alumínium–bronz
- ½ frank (7,62 c): nikkel
- 1 F (15,24 c): nikkel
- 2 F (30,49 c): nikkel
- 5 F (76,22 c): kuprónikkel
- 10 F (1,52 €): bimetál
- 20 F (3,05 €): bimetál, ritka
- 100 F (15,24 €): ezüst, ritka.

Az érmék 2005. február 17-éig voltak átválthatóak.

## Bankjegyek

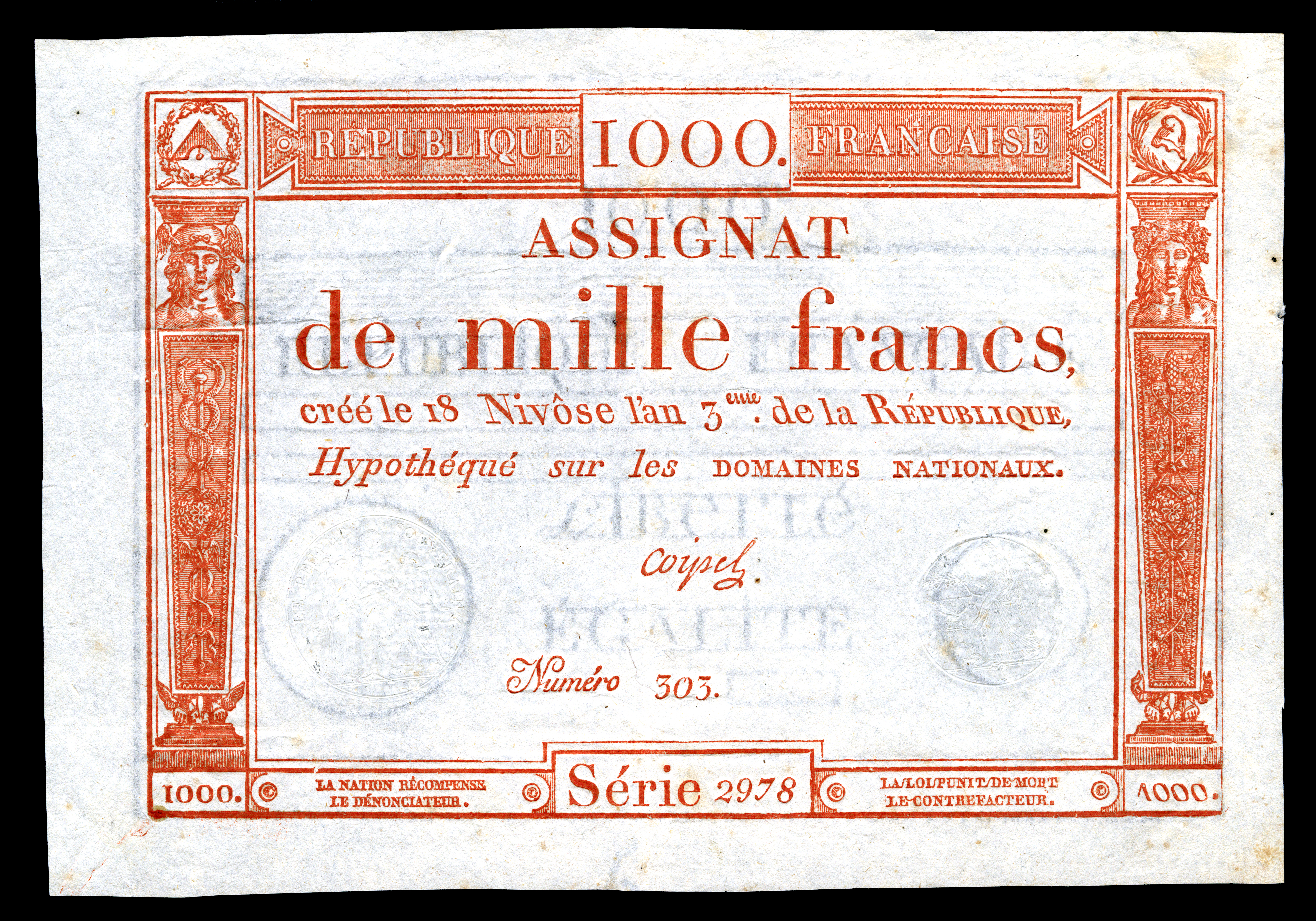
A Francia Köztársaság (République Française) által kibocsátott 1000 frankos inflációs asszignáta (1795)

Az első frank papírpénzt 1795-ben adták ki, melyek erősen inflációs asszignáták voltak 100 és 10 000 frank közötti címletekben. 1796-ban a területi megbízottak folytatták 25-től 500 frankig a pénzkiadást. A kincstár is kiadott ebben az évben ugyanilyen frankokat.

### A Banque de France bankjegyei

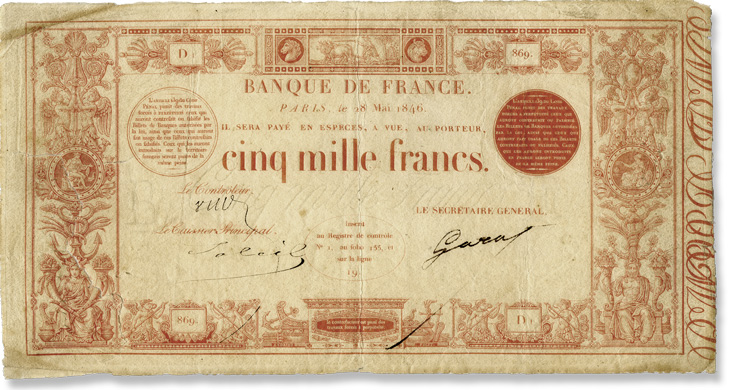
A Banque de France piros színű, 1846-os 5000 frankosa, kibocsátásakor 1,45 kg színaranyat ért.

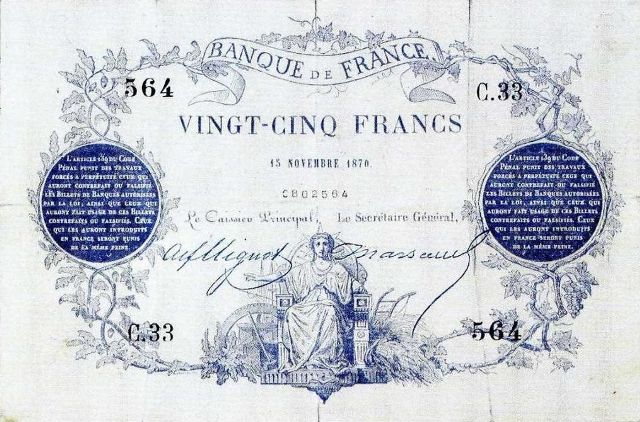
25 frank, 1870. Kék színű, bleu-típus, valós méret: 148×98 mm.

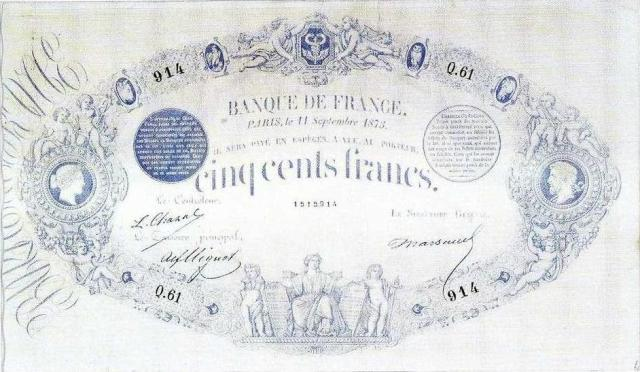
500 frank, 1873. Kék színű, bleu-típus, valós méret: 242×140 mm.

A Banque de France 1800-ban kezdte el a bankjegykiadást, először 500 és 1000 frank névértékben, majd 1808-tól megjelent a 250 frankos címlet is, melyet 1848-ig bocsátottak ki. 1846-tól a nagy összegű készpénzügyletek megkönnyítésére 4000 db piros színű (rouge-típus) 5000 frankost nyomtattak. 1848-tól jelent meg a 100 frankos, 1847-től pedig a 200 frankos bankó, majd 1864-től az 50-es. 1862–64 között a címletek addigi – az 5000 frankost kivéve – fekete színe (noire-típus) egységesen kékre (bleu-típus) változott. Az 1870–1871-es porosz–francia háború megnövekedett készpénzigényének következtében 1870-ben előbb 25, majd 1872-től 5 és 20 frankos bankjegyek kerültek forgalomba, érdekesség, hogy a 20 és 25 frankos címletek mind dizájnra, mind méretre nézve tökéletesen egyformák voltak, csak az értékjelzésben tértek el egymástól. 1888–89-től kezdődően az 50, 100, 500 és 1000 frankos rózsaszínű alapnyomatot kapott (bleu et rose-típus). 1910-től került forgalomba az 1908-as típusú, többszínnyomásos (polychrom) eljárással készült, Luc Olivier Merson tervezte 100 frankos. Az I. világháború idején,1916-ban vezették be az első, Minerva római istennőt ábrázoló 10 frankos címletet és az új, Pierre Terrail du Bayard (1476–1524), „a félelem és gáncs nélküli lovag” portréját ábrázoló 20 frankost. 1918-ban több évtizedes szünet után új, 256×126 mm méretű 5000 frankos jelent meg, előoldalán a mezőgazdaság allegóriájával, hátoldalán párizsi témájú jelenettel. 

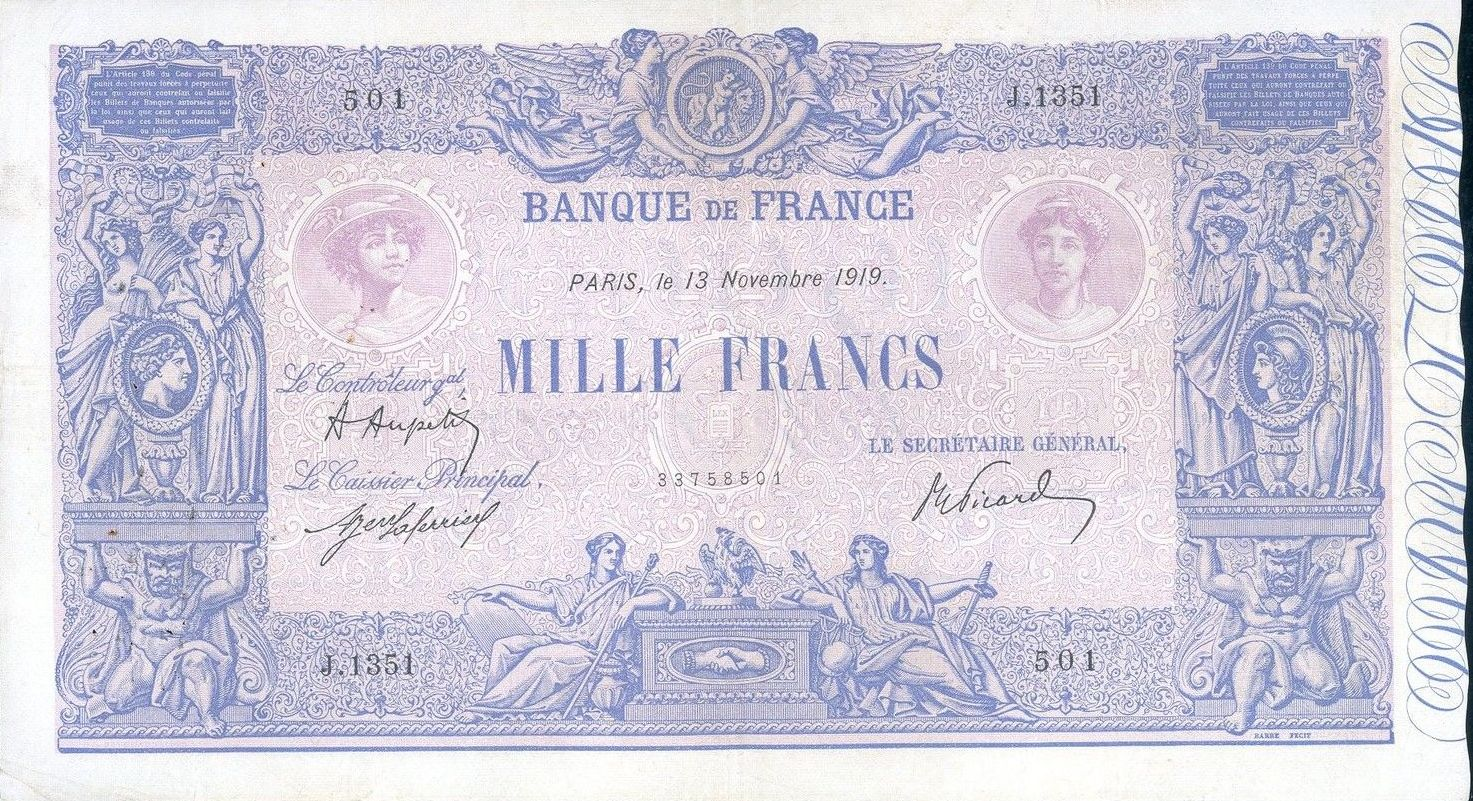
1000 frank, 1919. november 13., kétszínnyomásos bleu et rose-típus. Méret: 235 X 130 mm. Ez a bankjegy volt az 1925-ben nemzetközi botrányt kiváltó magyar frankhamisítási kísérlet célpontja.

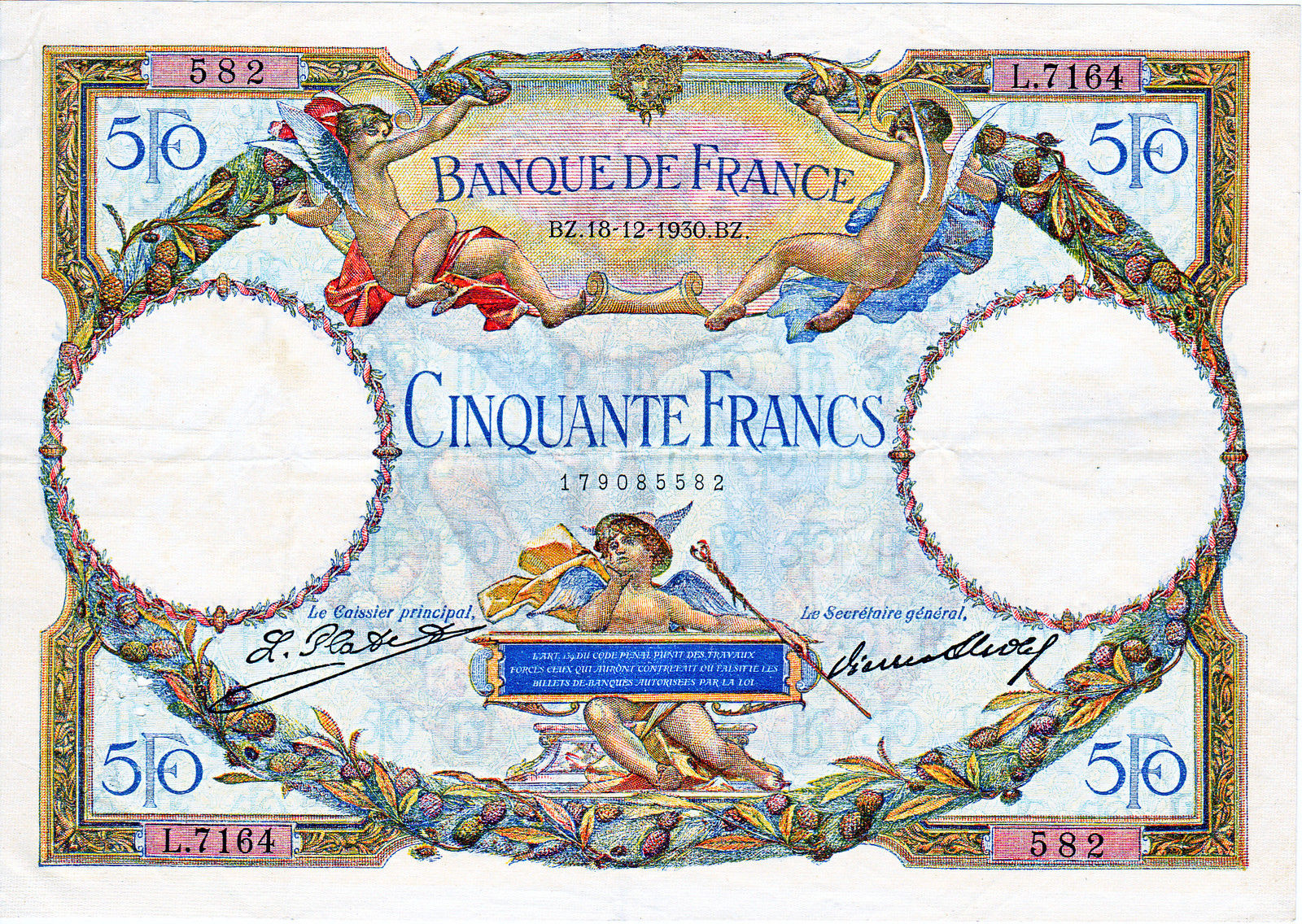
50 frank, 1930. 12. 18. A neves bankjegytervező, Luc Olivier Merson (1846-1920) alkotása. Méret: 170x123 mm.

1943-ban nagyon kis méretű, pireneusi juhászos 5 frankos és bányászt ábrázoló 10-es került forgalomba. 1940-ben új 160×97 mm-es 20-ast adtak ki (1939-es travail et science – munka és tudomány-típus), de ezt már 1942-ben le is cserélték az 1943-as 5 és 10 frankosra hasonló halászt ábrázolóra. 1927-ben, 1934-ben és 1940-ben gyors egymásutánban egyre kisebb új 50 frankosok készültek, 170×123, 155×90, illetve 145×90 mm méretben. 1940-ben került forgalomba a Maximilien de Béthune, Sully (1559–1641) hercege hátoldalas 100-as, amit 1944-ben a még 1942-ben tervezett Descartes-os típus váltott. 1938-ban terveztette a Banque de France egyetlen, 138×88 mm méretű, 300 frankos bankjegyét, melyet tartalékcímletnek szántak háború esetére – végül 1945-ben hozták csak kis mennyiségben forgalomba. A nagy címletek között 1941-ben lett új 500 frankos (La Paix, béketípus), 1929-ben részben a magyar frankhamisítás következtében többszínű 1000 frankos (Cérés et Mercure-típus), 1938-ban pedig új 5000 frankos (a híres Victoire-típus), 1942-ben került forgalomba a Déméter 1000 frankos, amelyet a még 1940-ben megtervezett. De csak 1944-től kibocsátott Commerce et Industrie (kereskedelem és ipar-típus) váltott. 1946–1947-ben egységes stílusú szériát alkotva jelent meg az új 50, 100 és a Chateaubriand-portrés 500-as, ezeket egészítette ki az 1945-ös megint csak mitologikus témájú – Minerva és Herkules (Minerve et Hercule) ezres, az 1945-től a készpénzforgalomban megjelenő, a francia gyarmatbirodalom allegóriáját ábrázoló Union française ötezres, amelyet öt év után 1950-től váltott a szárazföld és a tenger (Terre et Mer)-típus. A felpörgő infláció tette szükségessé az első, még 1945-ben megtervezett, de csak 1950-től bevezetett francia géniusz (Génie français) 10 000 frankost.

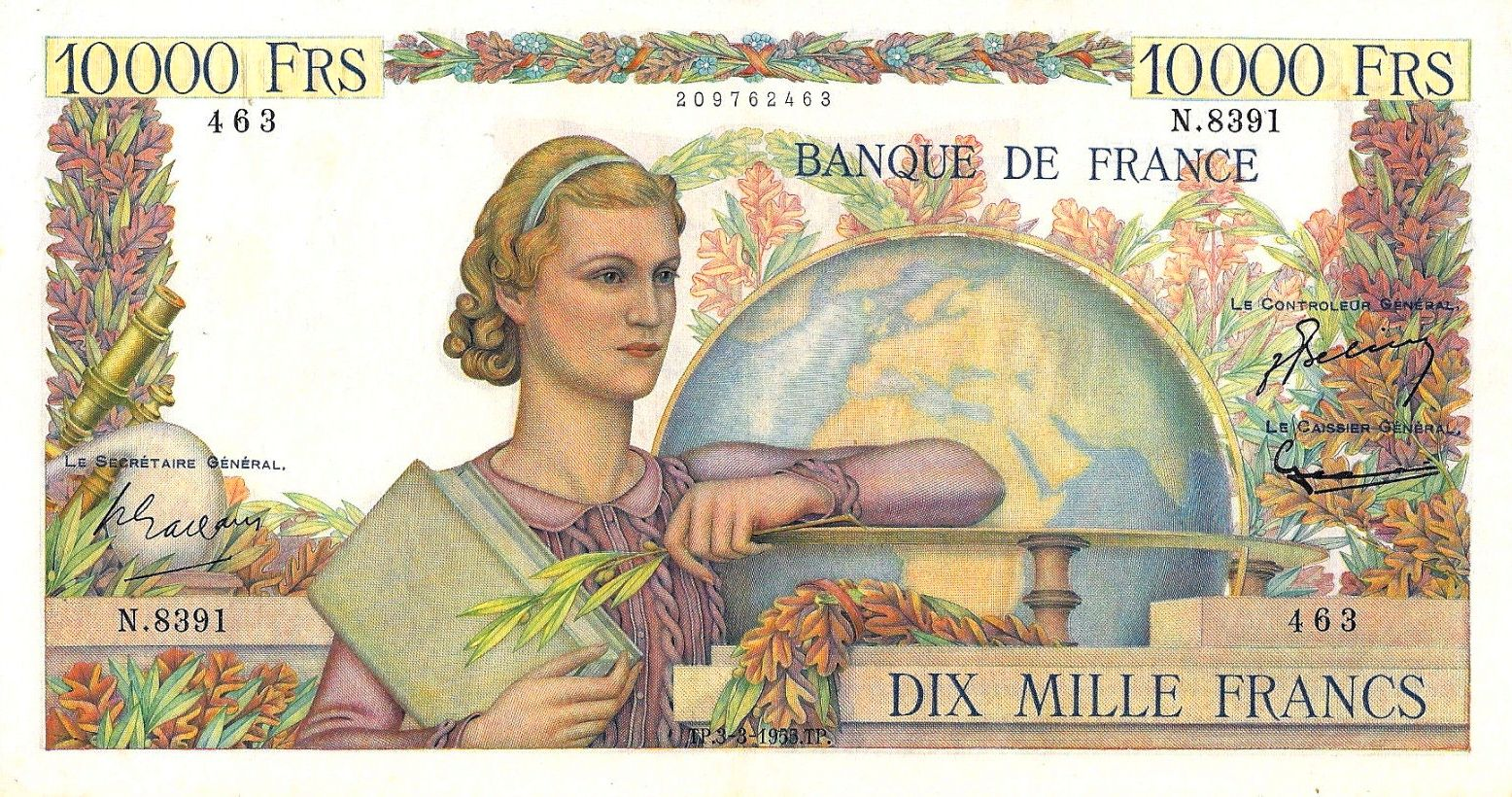
10 000 frank bankjegy, 1953. 3. 3. Génie français (francia géniusz)-típus. Mérete: 221×120 mm.

Az addig a francia bankjegyekre jellemző allegorikus, mitologikus, illetve híres személy, – vagy ezek valamilyen kombinációja – tematikát 1954–58 között váltotta fel az első igazán modernnek tekinthető, egységes koncepciójú personnalités illustres (jeles személyiségek) bankjegysorozat. Egyedi, az ezt követő két sorozatnál is megőrzött, eztán igazi franciásnak tekintett jellegzetességüket az adta, hogy mind az elő-, mind a hátoldalon ugyanazt a személyt ábrázolták, igaz eltérő környezetben. Az 500 frankosra Victor Hugo, az 1000 frankosra Richelieu bíboros, az ötezresre IV. Henrik király, a tízezresre pedig Bonaparte Napóleon került, mint a Francia Köztársaság első konzulja.
500 frank: Victor Hugo
1000 frank: Richelieu bíboros
5000 frank: IV. Henrik
10 000 frank: Napóleon
50 000 frank: bankjegytervezet, Molière

#### Az 1960-as valutareform, az új frank bevezetése
Az 1960-as valutareformmal bevezetett új (nouveaux franc), vagy „nehéz frank” (franc lourd) – 1 új frank 100 régivel (anciens francs) volt egyenértékű – első címletsorát a korábbi sorozat átalakításával hozták létre, az 500, 1000, 5000, 10 000 régi frankosból 5 új frank, 10 új frank, 50 új frank és 100 új frank lett. A régi bankjegyek egy részét az előoldali vízjelmezőn piros felülbélyegzéssel látták el („CONTRE-VALEUR DE 5/10/50/100 NOUVEAUX FRANCS”) új frankra átértékelve őket. 50 000 régi franknak megfelelő 500 új frankos is forgalomba került Jean Baptiste Poquelin, azaz Molière portréjával.
5 új frank: Victor Hugo
10 új frank: Richelieu
50 új frank: IV. Henrik
100 új frank: Napóleon
500 új frank, Molière 

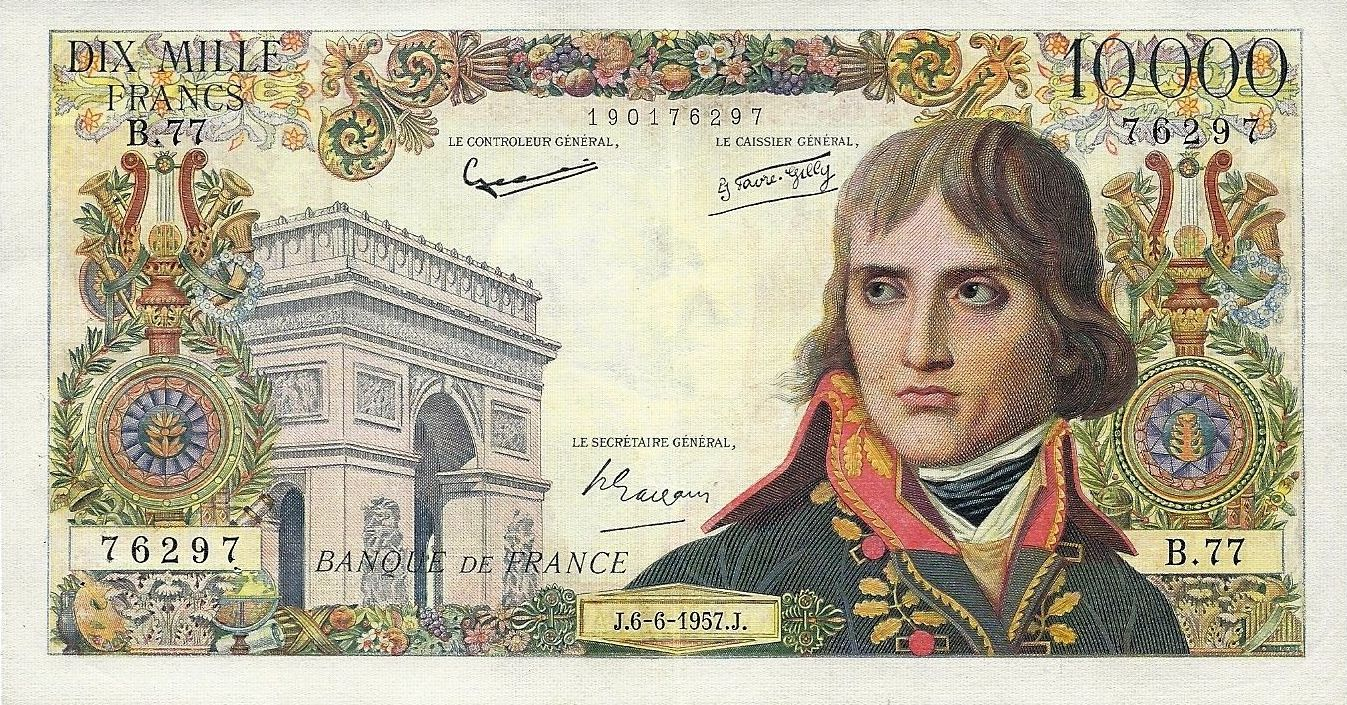
10 000 frank, Bonaparte-típus, 1957. 6. 6. előoldal. Méret: 174 X 92 mm.

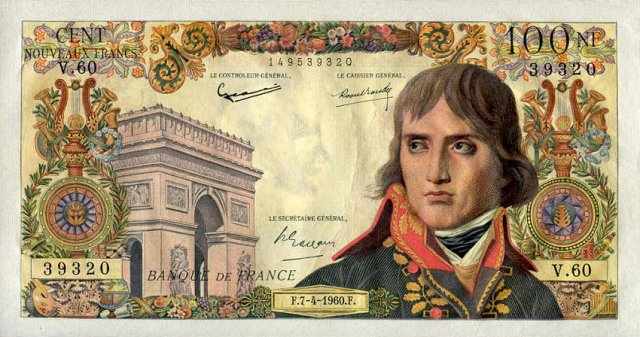
100 új frank 1960. 4. 7. Napóleon portréjával. Méret: 174×92 mm.

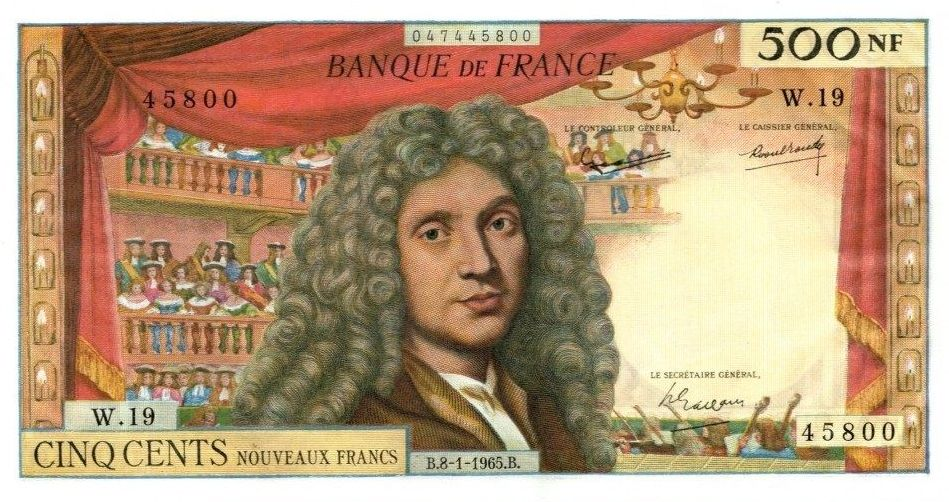
500 új frank, Molière-típus, 1965. 1. 8., előoldal. Méret: 182 X 97mm.

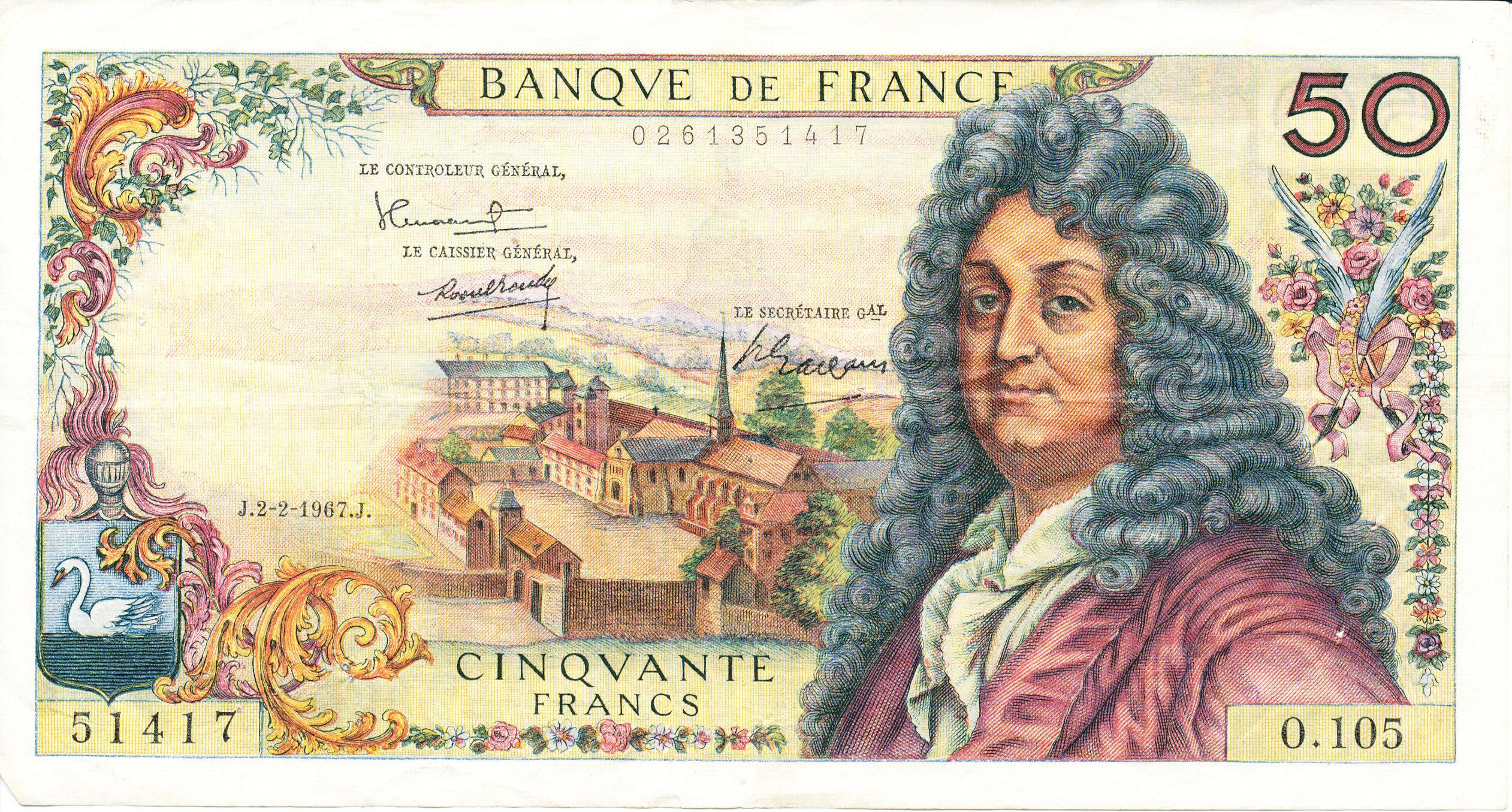
50 frank 1967. 2. 2. Racine-típus. Méret: 160 X 85 mm.

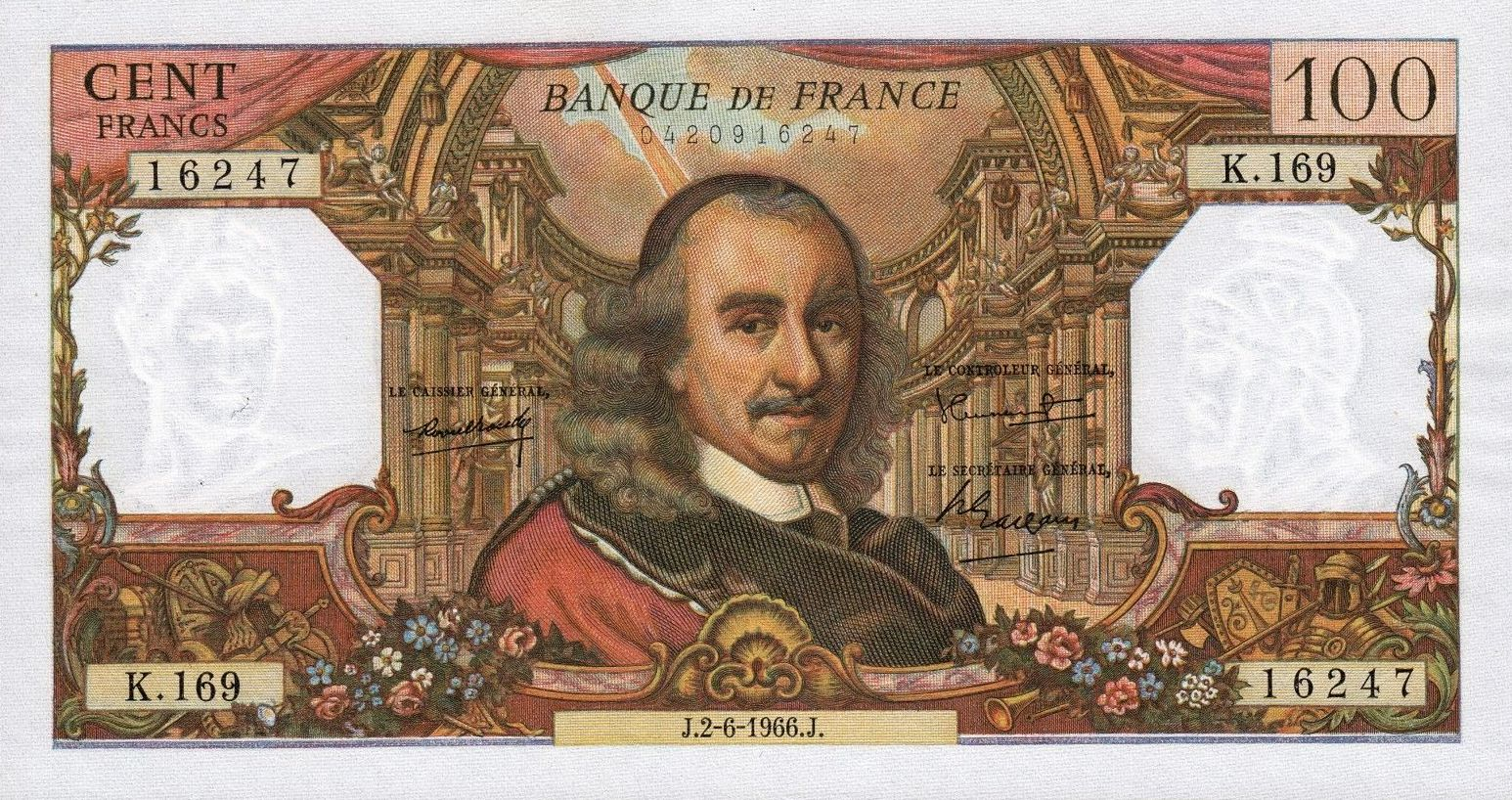
100 frank 1966. 6. 2. Corneille-típus. Méret: 172 X 92 mm.

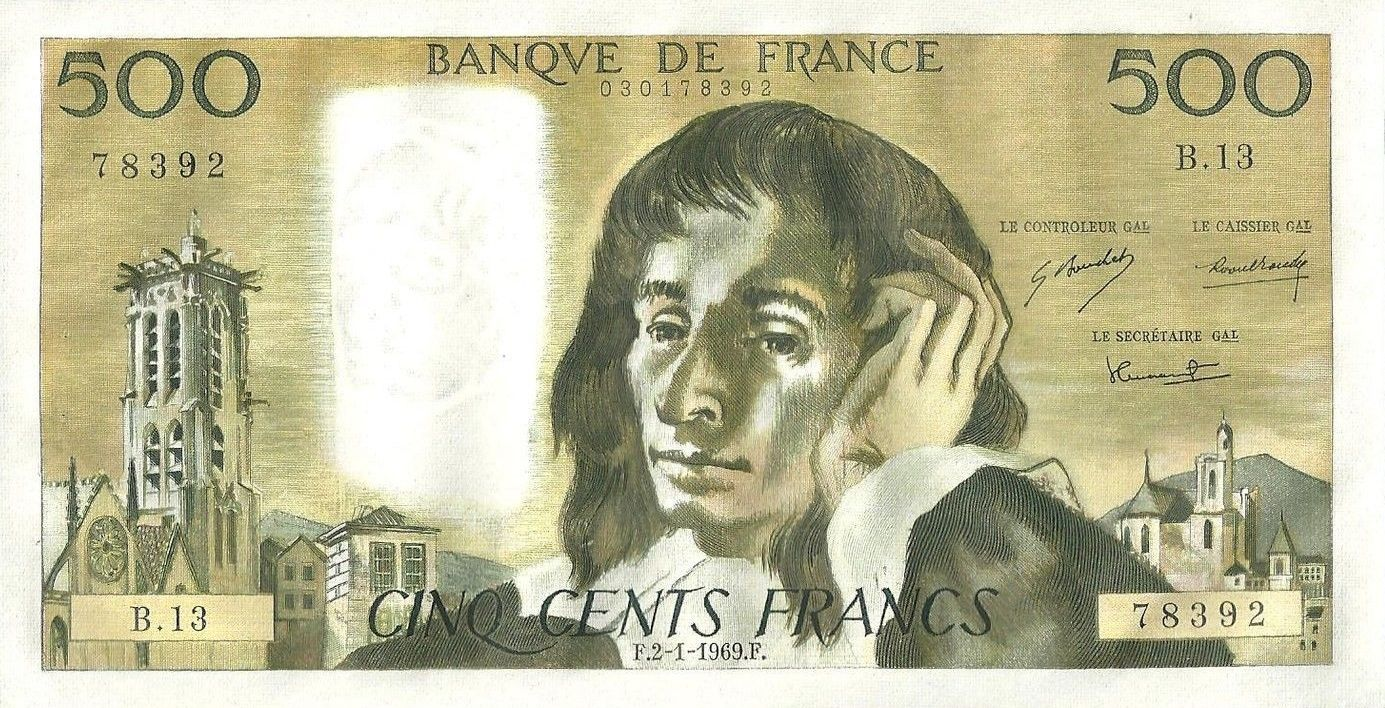
500 frank 1969. 1. 2. Pascal-típus, a neves bankjegytervező, Lucien Fontanarosa (1912–1975) alkotása. Méret: 180 X 97 mm.

Viszonylag rövid idő múlva, már 1963-ban megkezdődött az új frank második, „créateurs et scientifiques célèbres” – ünnepelt alkotók és tudósok sorozatának kiadása, a bankjegyekről elhagyták a „nouveaux” és az „NF” feliratokat, ismét csak szimplán „franc” szerepelt rajtuk. Elsőkét az új típusú ötvenes, utolsóként az ötszázas jelent meg 1969-ben. Az 5 frankosra Pasteur, a 10 frankosra Voltaire, az 50 frankosra Racine, a 100 frankosra Corneille és végül az 500 frankosra Pascal került. Méretük megegyezett az előzőekkel, az ötszázas sárgásbarna-barna volt, a többi címlet viszont a megszokott pompás többszínnyomással készült.
5 frank: Pasteur
10 frank: Voltaire
50 frank: Racine
100 frank: Corneille
500 frank: Pascal

#### Az 1970-es, 1980-as évek új bankjegyei

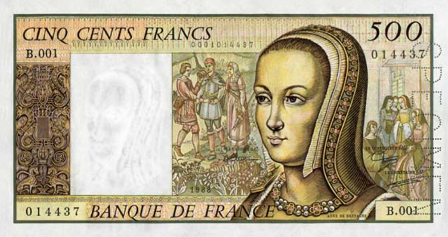
500 frankos bankjegyterv előoldala, „Bretagne-i Anna és a reneszánsz-típus”. Méret: 180 X 97 mm

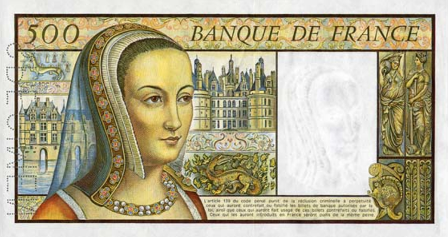
500 frankos bankjegyterv hátoldala, Bretagne-i Anna (1477–1514) portréjával. Méret: 180 X 97 mm

A második „créateurs et scientifiques célèbres”, a 200 frankos címlet üdítő kivételével, sokkal kevésbé színes, valutareform utáni sorozat 1974-ben a Hector Berlioz-t ábrázoló 10 frankossal indult, 1977-ben a Quentin de La Tour-os 50 frankos, 1979-ben az Eugène Delacroix 100 frankos, 1981-ben a kivont tízest váltó, ismét bevezetett Claude Debussy 20 frankos, végül az eredetileg 1000 frankosnak tervezett, de végül 200 frankosként kisebb névértékben és méretben kiadott Montesquieu-típus került forgalomba. Az ötszázas címletet nem cserélték le.

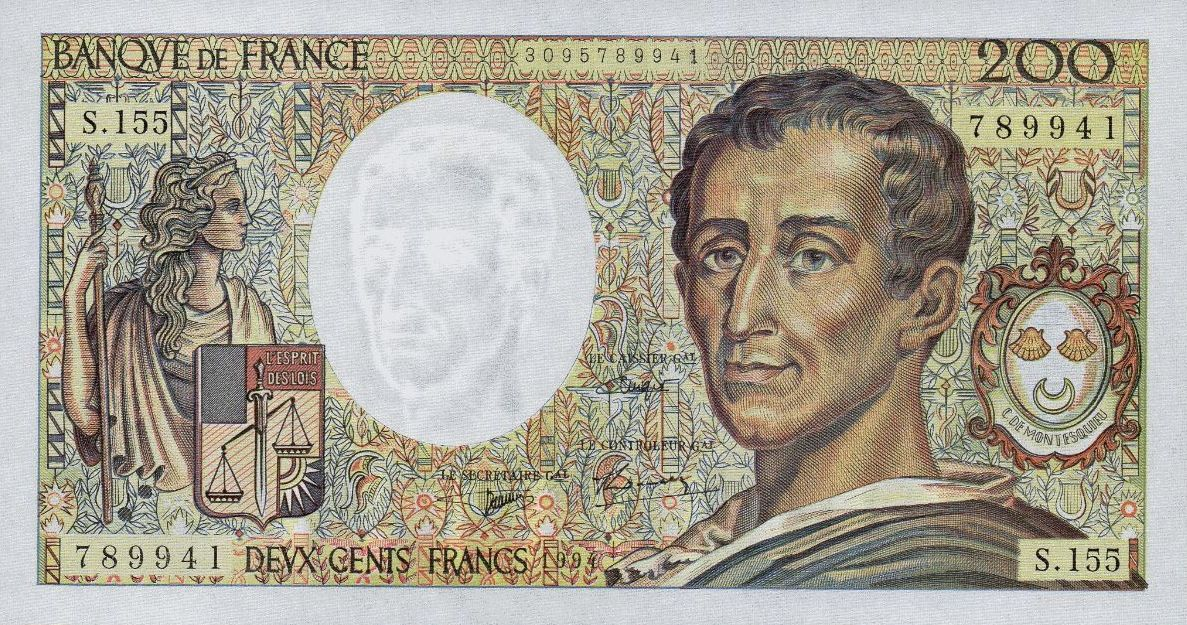
200 frank 1994. Montesquieu-típus, méret: 172 X 92 mm.

10 frank: Berlioz
20 frank: Debussy
50 frank: De La Tour
100 frank: Delacroix
200 frank: Montesquieu 

#### 500 és 1000 frankos bankjegytervek

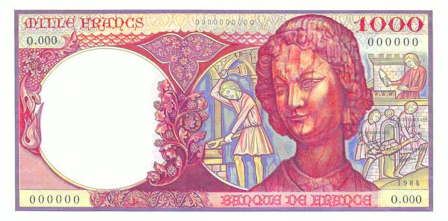
1000 frankos bankjegyterv előoldala, középkori művészet-típus. Méret: 190×98 mm

1980-ban a neves francia bankjegytervező, Pierette Lambert megbízást kapott egy új, a Pascal-típust felváltó 500 frankos megtervezésére. A címlet neve és témája a középkori művészet lett, de 1983-ban a Banque de France vezetése úgy döntött, ezt inkább 1000 frankosként kellene kibocsátani, ám később ettől az elképzeléstől elálltak. 1986-ban Lambert egy újabb 500 frankossal, a „Bretagne-i Anna és a reneszánsz” tervével készült el, ez ugyanolyan nagy méretű s ugyanazokat a biztonsági elemeket tartalmazó lett volna, mint a Pascal-típus. De a jegybank vezetése belátta, hogy az 1990-es évekre egy biztonságtechnikai szempontból sokkal korszerűbb – noha végül esztétikai szempontból kétségkívül gyengébben sikerült – sorozattal kell előállnia.
500 frank: Bretagne-i Anna és a reneszánsz
1000 frank: középkori művészet

#### Az utolsó frankszéria
A francia papírpénzek immár nyilvánvalóvá váló biztonságtechnikai elavulása vezetett az euró bevezetése előtt kevesebb, mint egy évtizeddel az utolsó, korszerűen védett franksorozat megalkotásához. A címletek egységesen 80 mm szélesek voltak, de hosszuk egy-egy centivel eltért egymástól, az ötvenes esetében ez 123 mm, az ötszázasnál már 153 mm volt. Ezt az utolsó, a francia hagyományokkal mind stílusában, mind technikájában teljesen szakító sorozatot a svájci Roger Pfund tervezte. A portré már csak az előoldalukon szerepelt. A Saint-Exupéry-s 50 frankos 1993-ban, a Curie-házaspáros 500 frankos 1995-ben, a Gustav Eiffel -es 200 frankos 1996-ban, végül a Paul Cezanne 100 frankos 1997-ben került kibocsátásra. Új húszast nem terveztek, maradt a régi. De a Roger Pfund tervezte bankjegyek olyan korszerű, többletvédelemmel egészültek ki, mint az OVI-ábra, a biztonsági szál, a bújtatott fémszál, az UV-fényben fluoreszkáló elemek, s a mikroírás.

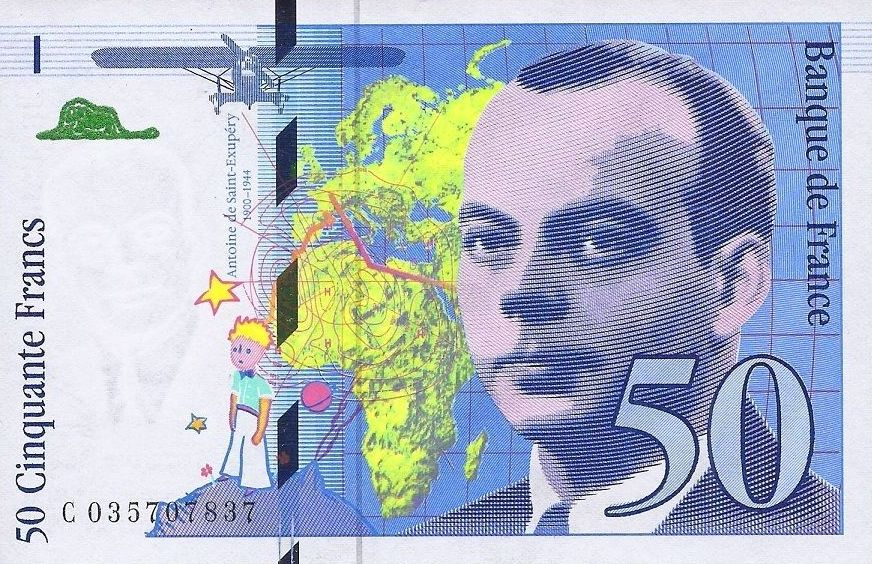
50 frank, 1997, Saint-Exupéry-típus, előoldal. Méret: 123x80 mm.

A forgalomban lévő bankjegyek, amikor a frankot lecserélték euróra:
- 20 frank: Debussy (3,05 €)
- 50 frank: Saint-Exupéry (7,62 €)
- 100 frank:  Cézanne (15,24 €)
- 200 frank: Eiffel (30,49 €):
- 500 frank: Pierre és Marie Curie (76,22 €)

Az euró bevezetésekor forgalomban lévő bankjegyek beválthatóak voltak a Banque de France-nál 2012. 2. 17-éig. A legtöbb régi sorozat beváltható volt a kivonás dátumától számított 10 évig.

#### Francia euróbankjegyek
Bár az euróbankjegyek teljesen egyformák, az egyes országoknak kibocsátott bankjegyeket a sorszámuk egységes kezdőbetűjével jelölik meg. Ez Franciaország, ill. a Banque de France által nyomtatott francia eurónál az U betű.

### Egyéb papírpénz-kibocsátók

#### A Kincstár (Trésor) államjegyei
Frankból időnként államjegyek, azaz a francia állam által kibocsátott papírpénzek is forgalomba kerültek. 1917-ben és 1919-ben Trésorerie aux Armées-típusú 50 centime, 1 és 2 frank névértékű jegyeket adtak ki. 1943–1944-ben a már felszabadított francia területeknek (Korzika) készültek Londonban 100, 500, 1000 és 5000 frankos, Marianne-t, a Francia Köztársaság megszemélyesítőjét ábrázoló államjegyek, később közülük az ötszázas és az ezres egészen rövid ideig az anyaországban is forgott. A francia gyarmati Banque de L'Algérie 500, 1000 és 5000 frankosát is „TRÉSOR” felirattal nyomták felül e célból. 1947-től a németországi s ausztriai francia megszállási övezetekben állomásozó csapatoknak készültek „Trésor français” (5, 10, 50, 100 és 1000 frank), majd 1955-től „Trésor public” (100, 1000 és 5000 frank) papírpénzek. 1956-ban a szuezi válság alatt ilyen kincstári 50 és 100 frankosokat nyomtak felül „Trésor Français – Forces Françaises en Méditerranée Orientale” szöveggel az Egyiptom ellen bevetett francia csapatoknak. 1960-ban az 500 és 1000 frankos Trésor-jegyeket a valutareform okán  „CONTRE-VALEUR DE 5”, ill. „10 NOUVEAUX FRANCS” felirattal nyomták felül. 

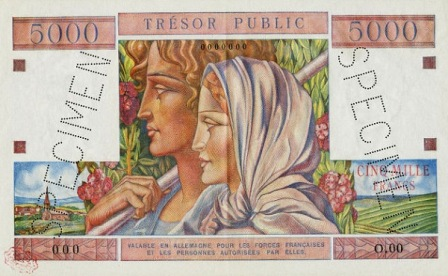
Trésor Public 5000 frank, 1955.

#### Kereskedelmi kamarák (Chambre de Commerce)

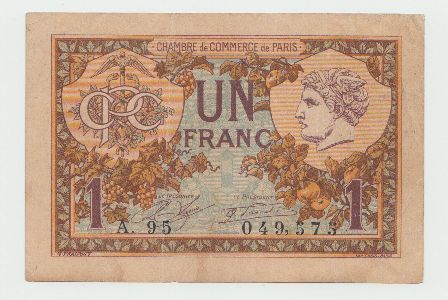
Chambre de Commerce de Paris 1 frankosának előoldala.

Az I. világháborút kitörését követően az egyes jelentősebb francia városok kereskedelmi kamarái (Chambre de Commerce) – először Párizsé – 1914. augusztus 15-étől  helyi, mintegy papírpénzként funkcionáló, de jogilag nem annak minősülő, kis értékű, bankjegyszerű megjelenésű, s a gyakorlatban akként is működő utalványokat bocsáthattak ki az állam felhatalmazásával 25, 50 centime, 1 és 2 frank névértékben a forgalomból a háborús időszak miatt kiszorult ezüstérmék helyett. Az aprópénzhiány súlyosan megnehezítette a napi kiskereskedelmi forgalmat. Ezeket a kamarai jegyeket szabadon francia frankra lehetett váltani, fedezetüket a Banque de France-nál elhelyezett letét biztosította. Egészen 1925. január 25-ig maradtak érvényesek. A kis papírcímletek nagyon gyorsan amortizálódtak, ezért idővel a Francia Kereskedelmi Kamara érméire cserélték le őket. Több mint 130 kamara volt a program résztvevője, az egyes kibocsátók jegyei egyedi kinézetűek voltak, némelyikük több sorozatot is forgalomba hozott. 

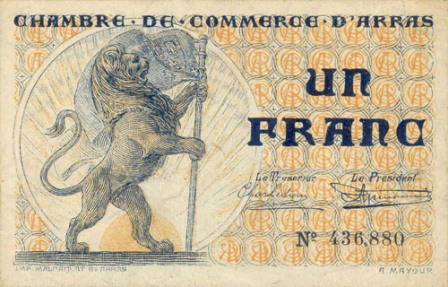
Chambre de Commerce D'Arras 1 frank. Arras Bourbon-liliomos zászlót hordozó oroszlánja a XIV. Lajosra, a Napkirályra utaló felkelő Nap előterében látható.

#### Kereskedelmi bankok
A 19. század elejéig kereskedelmi bankok is bocsáthattak ki bankjegyeket Franciaországban. Ilyenek voltak például: a Banque Territoriale, Paris, a Caisse d'Échange, Caen, a Caisse d'Échange, Orléans, vagy a Caisse d'Échange des Monnaies, Rouen. 1871-ben pedig a Banque Rouennaise adott ki 1, 2, 5 és 10 frankos szükségjegyeket a porosz–francia háború miatt.

#### A francia gyarmatbirodalom frankbankjegyei
Nagy-Britannia után a Francia Köztársaság rendelkezett a legnagyobb gyarmatbirodalommal. Francia Indokína, ahol a piaszter, és Francia India, ahol a brit indiai rúpiával azonos értékű francia indiai rúpia volt a fizetőeszköz, kivételével a francia gyarmatokon a II. világború végéig a francia frankkal egyenértékű gyarmati frankbankjegyek szolgáltak fizetőeszközül. De ekkortól a francia és a gyarmati valuták egy részének árfolyamai elváltak egymástól, a paritás megszűnt. Francia Egyenlítői-Afrika, Francia Nyugat-Afrika, Marokkó, Madagaszkár, Új-Kaledónia, Francia Polinézia, Francia Szomália és Tunézia rendelkeztek saját gyarmati frank papírpénzekkel. 

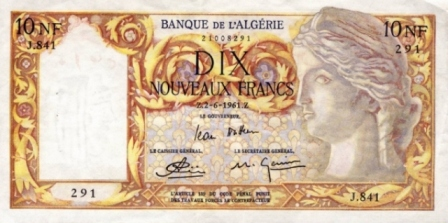
Francia Algéria 10 új frank 1960. 7. 29. Méret: 185x93 mm.

#### A francia anyaország hozzácsatolt részét képező tengerentúli megyék frank papírpénzei
A Francia Köztársaság egyes birtokai nem gyarmatnak, vagy protektorátusnak, hanem a francia anyaország részének számítottak, ezek az ún. „tengerentúli megyék”. Messze a legjelentősebb közülük Francia Algéria volt. A mai Algéria területe 1830-tól kezdődően fokozatosan Franciaország birtokává vált (Algérie française, arabul Al-Jaza'ir Al-Fransiyah), a francia uralom 1962-ig állt fenn. Az ország – formálisan a francia állam tengerentúli megyéje – nagyszámú francia bevándorló telepest (colon) vonzott, akiket pieds-noirs („feketelábúak” – az elnevezés a partraszálló francia katonák csizmájának színéből ered) néven emlegettek.  Az algériai megyékben a papírpénz-kibocsátás a 19. század derekán alapított Banque de L’Algérie kezében volt, mely a francia frankkal egyenértékű francia algériai frank bankjegyeket bocsátott ki. A Francia Antillák (Martinique, Guadaloupe. Francia Guyana), Réunion és Saint-Pierre és Miquelon 1975-ig bocsátottak ki saját papírpénzeket, onnantól kezdve a Banque de France bankjegyeit használták. 

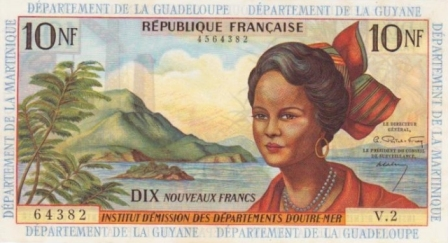
Francia Antillák 10 új frank, 1963. Méret: 150x80 mm.

#### Szövetséges hadipénz
1944-ben a normandiai partraszállást követően a brit s amerikai szövetségesek 2, 5, 10, 50, 100, 500, 1000 s 5000 frankos, végül csak korlátozottan használt szükségbankjegyeket (Allied Military Currency) vezettek be. Ezek két eltérő hátoldalú változatban, Bostonban készültek a Forbes Lithograph nyomdájában. 

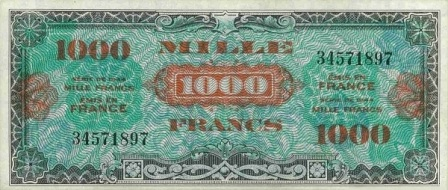
Allied Military Currency (AMC) 1000 frank 1944.

### Nyomdatechnika
A francia bankjegyek egy jellegzetes, különleges minőségű, hártyaszerűen vékony vízjeles papírból készültek a kezdetektől egészen az utolsó előtti franksorozattal bezáródóan. 1800–61 között minden bankjegy fekete volt kivéve a piros ötezer frankost. A legendás kék (bleu) frank 1862-től jelent meg, ugyan már 1874-ben megtervezték a kétszínű (bicolore, kék és szépia) 20 frankost, de a más – rózsaszín – alapnyomat és a kék metszetmélynyomtatás kombinációja elsőként az 1880-as évek bleu et rose 50, 100, 500 és 1000 frankosaival került forgalomba. Az 1890-es évektől dolgoztak a Banque de France szakemberei a többszínnyomásos (polychrom) technológián, ez az 1908-as típusú, 1910-től forgalomba került, Luc Olivier Merson tervezte 100 frankossal jelent meg. Az eljárásban ahány színt használtak, annyiszor kellett azt külön-külön, más-más nyomólemezzel (klisé) egymás után rányomtatni a papírra. A Merson-százas 4 színnel s 4 klisével készült. A polychromeljárás e színpompás változata egészen az 1974-től forgalomba helyezett Hector Berlioz-típusú 10 frankosig egyeduralkodó s a frank jellegzetessége maradt. Ezután a Banque de France már csak egyetlenegy esetben, a Montesquieu kétszázasnál használta. Az utolsó, a francia hagyományokkal mind stílusában, mind technikájában teljesen szakító franksorozatot a svájci Roger Pfund tervezte.

#### Biztonsági elemek
A francia bankjegyek biztonsági elemei az utolsó szériáig a metszetmélynyomás (intaglio eljárás), polychromnyomás és vízjel, különlegesen vékony, de erős, hártyaszerű, jellegzetes francia bankjegypapír voltak. De a Roger Pfund tervezte bankjegyek olyan modern, többletvédelemmel egészültek ki, mint az OVI-ábra, a biztonsági szál, a bújtatott fémszál, az UV-fényben fluoreszkáló elemek, és a mikroírás.

## Fordítás
Ez a szócikk részben vagy egészben  a   French franc című angol Wikipédia-szócikk fordításán alapul.  Az eredeti cikk szerkesztőit annak laptörténete sorolja fel. Ez a jelzés csupán a megfogalmazás eredetét és a szerzői jogokat jelzi, nem szolgál a cikkben szereplő információk forrásmegjelöléseként.